# Дискография Depeche Mode
Дискография британской группы Depeche Mode, исполняющей музыку в жанрах новой волны, синти-попа и альтернативного рока, состоит из 15 студийных альбомов, 52 синглов, 4 концертных альбомов, 9 сборников, 9 бокс-сетов и 12 видеоальбомов.
Первые три студийных альбома позволили Depeche Mode обрести широкую популярность на родине: Speak & Spell, A Broken Frame и Construction Time Again попали в первую десятку хит-парада альбомов и получили золотую сертификацию Британской ассоциации производителей фонограмм. Выпущенный в 1984 году сингл «People Are People» стал международным хитом и был сертифицирован Американской ассоциацией звукозаписывающих компаний как золотой. Последовавшие за ним альбом Some Great Reward и сборники People Are People и Catching Up with Depeche Mode закрепили популярность группы в Северной Америке. Выпущенным с разницей в год Black Celebration и Music for the Masses в Великобритании был присвоен серебряный статус. Американский же рынок был более благосклонен к новым работам группы: они получили золотой и платиновый статус соответственно. Седьмой студийный альбом Depeche Mode, Violator, добрался до второй строчки британского хит-парада и седьмого места в чарте Billboard 200, к 1996 году став трижды платиновым в Америке, что делает его одним из самых коммерчески успешных релизов в дискографии группы. Работа 1993 года, Songs of Faith and Devotion, дебютировала на вершинах хит-парадов по обеим сторонам океана, закрепив успех предшественника. Выпущенный в 1997 году Ultra стал вторым из двух альбомов Depeche Mode, достигнувших первой строчки UK Albums Chart. Последовавший за ним Exciter стал первой студийной работой группы, не получившей сертификации Британской ассоциации производителей фонограмм; американский рынок вновь оказался более дружелюбен к Depeche Mode: RIAA присвоила Exciter статус золотого. В 2005 году группа выпустила одиннадцатый студийный альбом под названием Playing the Angel, попавший в первую десятку хит-парадов Великобритании и США. Выпущенный в 2009 году диск Sounds of the Universe получил номинацию на премию «Грэмми» за лучший альтернативный альбом, однако ему, как и Exciter, не удалось получить сертификации на родине. В 2013 году группа подписала контракт с лейблом Columbia Records, под эгидой которого выпустила тринадцатый студийный альбом Delta Machine, дебютировавший на втором месте в UK Albums Chart.
За свою карьеру Depeche Mode продали более 100 миллионов копий альбомов и неоднократно были номинированы на премию «Грэмми», однако ни разу не одержали победы.

## Студийные альбомы
| Год                                                                   | Альбом | Высшие позиции в чартах | Высшие позиции в чартах | Высшие позиции в чартах | Высшие позиции в чартах | Высшие позиции в чартах | Высшие позиции в чартах | Высшие позиции в чартах | Высшие позиции в чартах | Высшие позиции в чартах | Высшие позиции в чартах | Высшие позиции в чартах | Высшие позиции в чартах | Высшие позиции в чартах | Высшие позиции в чартах | Высшие позиции в чартах | Высшие позиции в чартах | Сертификации (Пороги продаж) |
| Год                                                                   | Альбом | AT                      | BE                      | CA                      | CH                      | DE                      | DK                      | ES                      | FI                      | FR                      | GB                      | IT                      | NL                      | NO                      | NZ                      | SE                      | US                      | Сертификации (Пороги продаж) |
| --------------------------------------------------------------------- | --- | ----------------------- | ----------------------- | ----------------------- | ----------------------- | ----------------------- | ----------------------- | ----------------------- | ----------------------- | ----------------------- | ----------------------- | ----------------------- | ----------------------- | ----------------------- | ----------------------- | ----------------------- | ----------------------- | --- |
| 1981                                                                  | Speak & Spell Детали - Выход: 5 октября - Лейблы: Mute, Sire, Reprise - Форматы: CD (+DVD), SACD+DVD, LP, CS, ЦД                            | —                       | —                       | —                       | —                       | 49                      | —                       | —                       | —                       | 19                      | 10                      | —                       | —                       | —                       | 45                      | 21                      | 192                     | Список - BPI: Золотой - BVMI: Золотой - GLF: Золотой |
| 1982                                                                  | A Broken Frame Детали - Выход: 27 сентября - Лейблы: Mute, Sire, Reprise - Форматы: CD (+DVD), SACD+DVD, LP, CS, ЦД                         | —                       | —                       | —                       | —                       | 56                      | —                       | —                       | —                       | 194                     | 8                       | —                       | —                       | —                       | 43                      | 22                      | 177                     | BPI: Золотой |
| 1983                                                                  | Construction Time Again Детали - Выход: 22 августа - Лейблы: Mute, Sire, Reprise - Форматы: CD (+DVD), SACD+DVD, LP, CS, ЦД                 | —                       | —                       | 82                      | 21                      | 7                       | —                       | —                       | —                       | 16                      | 6                       | —                       | 32                      | —                       | 44                      | 12                      | —                       | Список - BPI: Золотой - BVMI: Золотой |
| 1984                                                                  | Some Great Reward Детали - Выход: 24 сентября - Лейблы: Mute, Sire, Reprise - Форматы: CD (+DVD), SACD+DVD, LP, CS, ЦД                      | 19                      | —                       | 34                      | 5                       | 3                       | —                       | —                       | —                       | 10                      | 5                       | —                       | 34                      | —                       | —                       | 7                       | 51                      | Список - BPI: Серебряный - BVMI: Золотой - RIAA: Платиновый |
| 1986                                                                  | Black Celebration Детали - Выход: 17 марта - Лейблы: Mute, Sire, Reprise - Форматы: CD (+DVD), SACD+DVD, LP, CS, ЦД                         | 26                      | —                       | 47                      | 1                       | 2                       | —                       | 88                      | —                       | 19                      | 4                       | 9                       | 35                      | —                       | 34                      | 5                       | 90                      | Список - BPI: Серебряный - BVMI: Платиновый - RIAA: Золотой - SNEP: Золотой |
| 1987                                                                  | Music for the Masses Детали - Выход: 28 сентября - Лейблы: Mute, Sire, Reprise - Форматы: CD (+DVD), SACD+DVD, LP, CS, ЦД                   | 16                      | —                       | 26                      | 4                       | 2                       | —                       | 86                      | —                       | 7                       | 10                      | 7                       | 52                      | —                       | —                       | 4                       | 35                      | Список - BPI: Серебряный - BVMI: Золотой - GLF: Золотой - RIAA: Платиновый - SNEP: Платиновый |
| 1990                                                                  | Violator Детали - Выход: 19 марта - Лейблы: Mute, Sire/Reprise - Форматы: CD (+DVD), SACD+DVD, LP, CS, DCC, MD, LP+CD+CS, ЦД                | 4                       | —                       | 5                       | 2                       | 2                       | —                       | 93                      | —                       | 1                       | 2                       | 6                       | 17                      | 12                      | 28                      | 6                       | 7                       | Список - BPI: Золотой - BVMI: Платиновый - GLF: Золотой - IFPI: Золотой - IFPI: Платиновый - MC: 2×Платиновый - PROMUSICAE: Платиновый - RIAA: 3×Платиновый - SNEP: Платиновый |
| 1993                                                                  | Songs of Faith and Devotion Детали - Выход: 22 марта - Лейблы: Mute, Sire/Reprise - Форматы: CD (+DVD), SACD+DVD, LP, CS, MD, DCC, 4×CD, ЦД | 1                       | —                       | 5                       | 1                       | 1                       | —                       | 5                       | —                       | 1                       | 1                       | 6                       | 18                      | 16                      | 31                      | 2                       | 1                       | Список - BPI: Золотой - BVMI: Золотой - IFPI: Золотой - IFPI: Золотой - MC: Платиновый - RIAA: Платиновый - SNEP: 2×Золотой |
| 1997                                                                  | Ultra Детали - Выход: 14 апреля - Лейблы: Mute, Reprise - Форматы: CD (+DVD), SACD+DVD, LP, CS, CD+VHS, ЦД                                  | 5                       | 1/8                     | 2                       | 4                       | 1                       | 3                       | 1                       | 3                       | 2                       | 1                       | 4                       | 17                      | 2                       | 25                      | 1                       | 5                       | Список - BPI: Золотой - BVMI: Золотой - GLF: Золотой - IFPI: Платиновый - IFPI: Золотой - RIAA: Золотой - PROMUSICAE: Золотой - SNEP: Золотой |
| 2001                                                                  | Exciter Детали - Выход: 14 мая - Лейблы: Mute, Reprise - Форматы: CD (+DVD), SACD+DVD, LP, CS, MD, 3×CD, ЦД                                 | 2                       | 1/5                     | 3                       | 2                       | 1                       | 3                       | 2                       | 2                       | 1                       | 9                       | 2                       | 15                      | 3                       | —                       | 1                       | 8                       | Список - BPI: Серебряный - BVMI: Платиновый - GLF: Золотой - IFPI: Платиновый - IFPI: Золотой - IFPI: Золотой - IFPI: Золотой - MC: Золотой - RIAA: Золотой - SNEP: Золотой - ZPAV: Золотой                                                                                           |
| 2005                                                                  | Playing the Angel Детали - Выход: 17 октября - Лейблы: Mute, EMI, Reprise - Форматы: CD (+DVD), SACD+DVD, LP, CS, UMD, ЦД                   | 1                       | 1/4                     | 3                       | 1                       | 1                       | 1                       | 2                       | 1                       | 1                       | 6                       | 1                       | 11                      | 1                       | —                       | 1                       | 7                       | Список - AFP: Золотой - AMPROFON: Золотой - BPI: Золотой - BVMI: 2×Платиновый - GLF: Золотой - IFPI: Платиновый - IFPI: Золотой - IFPI: Золотой - IFPI: Золотой - Mahasz: Платиновый - MC: Золотой - NFPF: 3×Платиновый - PROMUSICAE: Платиновый - SNEP: 2×Золотой - ZPAV: Платиновый |
| 2009                                                                  | Sounds of the Universe Детали - Выход: 20 апреля - Лейблы: Mute, EMI, Capitol - Форматы: CD (+DVD), LP, 3×CD+DVD, ЦД                        | 1                       | 2/2                     | 3                       | 1                       | 1                       | 1                       | 1                       | 1                       | 2                       | 2                       | 1                       | 7                       | 2                       | 31                      | 1                       | 3                       | Список - AMPROFON: Золотой - BEA: Платиновый - BPI: Серебряный - BVMI: 3×Золотой - FIMI: Платиновый - GLF: Золотой - IFPI: Золотой - IFPI: Золотой - IFPI: Платиновый - Mahasz: Золотой - NFPF: Платиновый - SNEP: Платиновый                                                         |
| 2013                                                                  | Delta Machine Детали - Выход: 25 марта - Лейблы: Columbia, Sony - Форматы: CD (+CD), LP, ЦД                                                 | 1                       | 1/2                     | 2                       | 1                       | 1                       | 1                       | 3                       | 3                       | 2                       | 2                       | 1                       | 3                       | 2                       | 24                      | 1                       | 6                       | Список - BVMI: Платиновый - FIMI : Золотой - GLF: Золотой - IFPI: Золотой - IFPI: Платиновый - Mahasz: 2×Платиновый - PROMUSICAE: Платиновый - ZPAV: 2×Платиновый |
| 2017                                                                  | SpiritДетали - Выход: 17 марта - Лейблы: Columbia, Mute - Форматы: CD (+CD), LP, ЦД                                                         | 1                       | 1/2                     |                         | 1                       | 1                       | 4                       | 2                       | 5                       | 1                       | 5                       | 1                       | 4                       | 7                       | 32                      | 3                       | 5                       | Список - BVMI: Золотой - FIMI : Золотой - SNAP: Платиновый |
| 2023                                                                  | Memento Mori |                         |                         |                         |                         |                         |                         |                         |                         |                         |                         |                         |                         |                         |                         |                         |                         | |
| «—» означает, что альбом не попал в чарт или не был выпущен в стране. | |                         |                         |                         |                         |                         |                         |                         |                         |                         |                         |                         |                         |                         |                         |                         |                         | |

## Концертные альбомы
| Год                                                                   | Альбом | Высшие позиции в чартах | Высшие позиции в чартах | Высшие позиции в чартах | Высшие позиции в чартах | Высшие позиции в чартах | Высшие позиции в чартах | Высшие позиции в чартах | Высшие позиции в чартах | Высшие позиции в чартах | Высшие позиции в чартах | Высшие позиции в чартах | Высшие позиции в чартах | Сертификации                                                                                  |
| Год                                                                   | Альбом | AT                      | AU                      | CA                      | CH                      | DE                      | ES                      | FR                      | GB                      | IT                      | NL                      | SE                      | US                      | Сертификации                                                                                  |
| --------------------------------------------------------------------- | --- | ----------------------- | ----------------------- | ----------------------- | ----------------------- | ----------------------- | ----------------------- | ----------------------- | ----------------------- | ----------------------- | ----------------------- | ----------------------- | ----------------------- | --------------------------------------------------------------------------------------------- |
| 1989                                                                  | 101 Детали - Выход: 13 марта - Лейблы: Mute, Sire - Форматы: 2×CD, 2×LP, CS, 2×SACD, ЦД                      | 13                      | —                       | 16                      | 11                      | 3                       | 64                      | 4                       | 5                       | 7                       | 43                      | 14                      | 45                      | Список - BPI: Серебряный - BVMI: Золотой - MC: 2×Платиновый - RIAA: Золотой - SNEP: 2×Золотой |
| 1993                                                                  | Songs of Faith and Devotion Live Детали - Выход: 6 декабря - Лейблы: Mute, Reprise - Форматы: CD, LP, CS, ЦД | —                       | 27                      | —                       | 47                      | 50                      | —                       | —                       | 46                      | —                       | 85                      | 22                      | —                       |                                                                                               |
| 2006                                                                  | Recording the Angel Детали - Лейбл: Live Here Now - Форматы: 2×CD, ЦД                                        | —                       | —                       | —                       | —                       | —                       | —                       | —                       | —                       | —                       | —                       | —                       | —                       |                                                                                               |
| 2009                                                                  | Recording the Universe Детали - Выход: 2009—2010 - Лейбл: Live Here Now - Форматы: 2×CD, ЦД                  | —                       | —                       | —                       | —                       | —                       | —                       | —                       | —                       | —                       | —                       | —                       | —                       |                                                                                               |
| 2014                                                                  | Live In Berlin Soundtrack Детали - Лейбл: Columbia - Форматы: 2×CD                                           | —                       | —                       | —                       | —                       | —                       | —                       | —                       | —                       | —                       | —                       | —                       | —                       |                                                                                               |
| 2020                                                                  | LiVE SPiRiTS SOUNDTRACK Детали - Лейбл: Columbia - Форматы: 2×CD, 3×CD (в составе бокс-сета)                 | —                       | —                       | —                       | —                       | —                       | —                       | —                       | —                       | —                       | —                       | —                       | —                       |                                                                                               |
| «—» означает, что альбом не попал в чарт или не был выпущен в стране. | |                         |                         |                         |                         |                         |                         |                         |                         |                         |                         |                         |                         |                                                                                               |

В 2020 году Depeche Mode выпустили концертный альбом Spirits in the Forest. Дата выпуска состоялась 26 июня.

## Сборники
| Год                                                                    | Альбом | Высшие позиции в чартах | Высшие позиции в чартах | Высшие позиции в чартах | Высшие позиции в чартах | Высшие позиции в чартах | Высшие позиции в чартах | Высшие позиции в чартах | Высшие позиции в чартах | Высшие позиции в чартах | Высшие позиции в чартах | Высшие позиции в чартах | Высшие позиции в чартах | Высшие позиции в чартах | Высшие позиции в чартах | Высшие позиции в чартах | Высшие позиции в чартах | Сертификации |
| Год                                                                    | Альбом | AT                      | BE                      | CA                      | CH                      | DE                      | DK                      | ES                      | FI                      | FR                      | GB                      | IT                      | NL                      | NO                      | NZ                      | SE                      | US                      | Сертификации |
| ---------------------------------------------------------------------- | --- | ----------------------- | ----------------------- | ----------------------- | ----------------------- | ----------------------- | ----------------------- | ----------------------- | ----------------------- | ----------------------- | ----------------------- | ----------------------- | ----------------------- | ----------------------- | ----------------------- | ----------------------- | ----------------------- | --- |
| 1984                                                                   | People Are People Детали - Выход: 12 марта (Выпущен только в Северной Америке) - Лейбл: Sire - Форматы: CD, LP, CS, ЦД              | —                       | —                       | 70                      | —                       | —                       | —                       | —                       | —                       | —                       | —                       | —                       | —                       | —                       | —                       | —                       | 74                      | RIAA: Золотой |
| 1985                                                                   | The Singles 81→85 Детали - Выход: 15 октября - Лейблы: Mute - Форматы: CD, LP, CS, MD, ЦД                                           | —                       | 20                      | —                       | 14                      | 9                       | —                       | 74                      | —                       | 19                      | 6                       | —                       | —                       | —                       | 33                      | 18                      | 114                     | Список - BPI: Золотой - BVMI: Золотой |
| 1985                                                                   | Catching Up with Depeche Mode Детали - Выход: 11 ноября (Выпущен только в Северной Америке) - Лейбл: Sire - Форматы: CD, LP, CS, ЦД | —                       | —                       | 64                      | —                       | —                       | —                       | —                       | —                       | —                       | —                       | —                       | —                       | —                       | —                       | —                       | 113                     | RIAA: Платиновый |
| 1987                                                                   | Greatest Hits Детали - Лейбл: Amiga (Выпущен только в ГДР) - Форматы: LP, CS                                                        | —                       | —                       | —                       | —                       | —                       | —                       | —                       | —                       | —                       | —                       | —                       | —                       | —                       | —                       | —                       | —                       | |
| 1998                                                                   | The Singles 86>98 Детали - Выход: 28 сентября - Лейбл: Mute, Sire/Reprise - Формат: 2×CD, 3×LP, CS, 2×MD, 3×CD+VHS, ЦД              | 2                       | 4/7                     | 18                      | 3                       | 1                       | —                       | 8                       | 3                       | 6                       | 5                       | 3                       | 33                      | 9                       | —                       | 1                       | 38                      | Список - BPI: Золотой - BVMI: Платиновый - FIMI: Платиновый - IFPI: Платиновый - IFPI: Золотой - GLF: Золотой - RIAA: Платиновый - PROMUSICAE: Золотой - SNEP: 2×Золотой - ZPAV: Золотой                                                 |
| 2004                                                                   | Remixes 81–04 Детали - Выход: 5 октября - Лейблы: Mute, Reprise, EMI - Форматы: CD (+CD/2×CD), 6×LP, ЦД                             | 38                      | 9/22                    | —                       | 7                       | 2                       | 10                      | 56                      | —                       | 4                       | 24                      | 6                       | 68                      | 18                      | —                       | 16                      | —                       | Список - BPI: Серебряный - BVMI: Платиновый - Mahasz: Золотой - SNEP: 2×Золотой |
| 2006                                                                   | The Best Of, Volume 1 Детали - Выход: 13 ноября - Лейблы: EMI, Mute, Sire, Reprise - Форматы: CD (+DVD), 3×LP, ЦД                   | 9                       | 5/8                     | —                       | 3                       | 1                       | 12                      | 14                      | 15                      | 2                       | 18                      | 5                       | 40                      | 14                      | —                       | 13                      | 148                     | Список - AFP: Золотой - BEA: Золотой - BPI: Платиновый - BVMI: 2×Платиновый - CAPIF: Золотой - FIMI: Золотой - IFPI: Платиновый - IFPI: Золотой - IFPI: Золотой - IRMA: Золотой - NFPF: Платиновый - PROMUSICAE: Золотой - SNEP: Золотой |
| 2006                                                                   | The Complete Depeche Mode Детали - Выход: 19 декабря - Лейблы: Mute - Формат: ЦД                                                    | —                       | —                       | —                       | —                       | —                       | —                       | —                       | —                       | —                       | —                       | —                       | —                       | —                       | —                       | —                       | —                       | |
| 2011                                                                   | Remixes 2: 81–11 Детали - Выход: 6 июня - Лейблы: Mute, Reprise, EMI - Форматы: CD (+2×CD), 6×LP, ЦД                                | 11                      | 7/22                    | —                       | 6                       | 3                       | 4                       | 5                       | 44                      | 11                      | 24                      | 9                       | 69                      | 30                      | —                       | 9                       | 105                     | |
| «—» означает, что сборник не попал в чарт или не был выпущен в стране. | |                         |                         |                         |                         |                         |                         |                         |                         |                         |                         |                         |                         |                         |                         |                         |                         | |

## Бокс-сеты
| Год                                                                     | Детали | Позиции в чартах | Позиции в чартах | Позиции в чартах | Позиции в чартах | Позиции в чартах | Позиции в чартах |
| Год                                                                     | Детали | DE               | DK               | FR               | IE               | IT               | JP               |
| ----------------------------------------------------------------------- | --- | ---------------- | ---------------- | ---------------- | ---------------- | ---------------- | ---------------- |
| 1991                                                                    | X¹ Детали - Выход: апрель (Япония) - Лейбл: Alfa Records - Формат: 4×CD                                               | —                | —                | —                | —                | —                | 98               |
| 1991                                                                    | X² Детали - Выход: апрель (Япония) - Лейбл: Alfa Records - Формат: 4×CD                                               | —                | —                | —                | —                | —                | 99               |
| 1991                                                                    | Singles 1–6 Детали - Выход: 25 ноября - Лейблы: Mute, Sire/Reprise - Формат: 6×CD                                     | —                | —                | —                | —                | —                | —                |
| 1991                                                                    | Singles 7–12 Детали - Выход: 25 ноября - Лейблы: Mute, Sire/Reprise - Формат: 6×CD                                    | —                | —                | —                | —                | —                | —                |
| 1991                                                                    | Singles 13–18 Детали - Выход: 25 ноября - Лейблы: Mute, Sire/Reprise - Формат: 6×CD                                   | —                | —                | —                | —                | —                | —                |
| 1999                                                                    | The Singles 81>98 Детали - Выход: 1999 (Франция) 15 октября 2001 (Европа) - Лейблы: Mute, Labels - Формат: 2×CD       | 83               | —                | 2                | 76               | 16               | —                |
| 2004                                                                    | Singles 19–24 Детали - Выход: 29 марта - Лейблы: Mute, Reprise/Rhino - Формат: 6×CD                                   | 84               | 5                | 99               | —                | —                | —                |
| 2004                                                                    | Singles 25–30 Детали - Выход: 29 марта - Лейблы: Mute, Reprise/Rhino - Формат: 6×CD                                   | 85               | 5                | 96               | —                | —                | —                |
| 2004                                                                    | Singles 31–36 Детали - Выход: 29 марта - Лейблы: Mute, Reprise/Rhino - Формат: 6×CD                                   | 88               | 7                | —                | —                | —                | —                |
| 2018                                                                    | Speak & Spell: The 12″ SinglesДетали - Выход: 31 августа - Лейблы: Mute, Columbia - Формат: 3×12"                     | 10               |                  |                  |                  |                  |                  |
| 2018                                                                    | A Broken Frame: The 12″ SinglesДетали - Выход: 31 августа - Лейблы: Mute, Columbia - Формат: 3×12"                    | 11               |                  |                  |                  |                  |                  |
| 2018                                                                    | Construction Time Again: The 12″ SinglesДетали - Выход: 14 декабря - Лейблы: Mute, Columbia - Формат: 6×12"           | 55               |                  |                  |                  |                  |                  |
| 2018                                                                    | Some Great Reward: The 12″ SinglesДетали - Выход: 14 декабря - Лейблы: Mute, Columbia - Формат: 6×12"                 | 49               |                  |                  |                  |                  |                  |
| 2019                                                                    | Black Celebration: The 12″ SinglesДетали - Выход: 31 мая - Лейблы: Mute, Columbia - Формат: 5×12"                     | 22               |                  |                  |                  |                  |                  |
| 2019                                                                    | Music for the Masses: The 12″ SinglesДетали - Выход: 31 мая - Лейблы: Mute, Columbia - Формат: 5×12"                  | 20               |                  |                  |                  |                  |                  |
| 2020                                                                    | ModeДетали - Выход: 24 января - Лейблы: Mute, Columbia - Формат: 18×CD                                                | 10               |                  | 175              |                  |                  |                  |
| 2020                                                                    | Violator: The 12″ SinglesДетали - Выход: 17 июля - Лейблы: Mute, Columbia - Формат: 10×12"                            | 9                |                  |                  |                  |                  |                  |
| 2020                                                                    | Songs of Faith of Devotion: The 12″ SinglesДетали - Выход: 30 октября - Лейблы: Mute, Columbia - Формат: 8×12"        |                  |                  |                  |                  |                  |                  |
| 2021                                                                    | Ultra: The 12" SinglesДетали - Выход: 10 сентября - Лейблы: Mute, Columbia, Sony Music - Формат: 8×12"                |                  |                  |                  |                  |                  |                  |
| 2022                                                                    | Exciter: The 12" SinglesДетали - Выход: 10 июня - Лейблы: Mute, Columbia, Sony Music - Формат: 8×12"                  |                  |                  |                  |                  |                  |                  |
| 2022                                                                    | Playing the Angel: The 12" SinglesДетали - Выход: 11 ноября - Лейблы: Mute, Columbia, Sony Music - Формат: 10×12"     |                  |                  |                  |                  |                  |                  |
| 2023                                                                    | Sounds of the Universe: The 12" SinglesДетали - Выход: 4 августа - Лейблы: Mute, Columbia, Sony Music - Формат: 7×12" |                  |                  |                  |                  |                  |                  |
| 2023                                                                    | Delta Machine: The 12" SinglesДетали - Выход: 6 октября - Лейблы: Mute, Columbia, Sony Music - Формат: 6×12"          |                  |                  |                  |                  |                  |                  |
| «—» означает, что бокс-сет не попал в чарт или не был выпущен в стране. | |                  |                  |                  |                  |                  |                  |

## Синглы
| Год                                                                  | Сингл                              | Высшие позиции в чартах | Высшие позиции в чартах | Высшие позиции в чартах | Высшие позиции в чартах | Высшие позиции в чартах | Высшие позиции в чартах | Высшие позиции в чартах | Высшие позиции в чартах | Высшие позиции в чартах | Высшие позиции в чартах | Высшие позиции в чартах | Высшие позиции в чартах | Высшие позиции в чартах | Сертификации                                          | Альбом                      |
| Год                                                                  | Сингл                              | AT                      | BE                      | CH                      | DE                      | FR                      | GB                      | IE                      | IT                      | NL                      | SE                      | H100                    | CLUB                    | ALT                     | Сертификации                                          | Альбом                      |
| -------------------------------------------------------------------- | ---------------------------------- | ----------------------- | ----------------------- | ----------------------- | ----------------------- | ----------------------- | ----------------------- | ----------------------- | ----------------------- | ----------------------- | ----------------------- | ----------------------- | ----------------------- | ----------------------- | ----------------------------------------------------- | --------------------------- |
| 1981                                                                 | «Dreaming of Me»                   | —                       | —                       | —                       | 45                      | —                       | 57                      | —                       | —                       | —                       | —                       | —                       | 47                      | —                       |                                                       | —                           |
| 1981                                                                 | «New Life»                         | —                       | —                       | —                       | —                       | —                       | 11                      | 22                      | —                       | —                       | —                       | —                       | 29                      | —                       |                                                       | Speak & Spell               |
| 1981                                                                 | «Just Can’t Get Enough»            | —                       | 30                      | —                       | —                       | 31                      | 8                       | 16                      | —                       | —                       | 14                      | —                       | 26                      | —                       | BPI: Серебряная                                       | Speak & Spell               |
| 1982                                                                 | «See You»                          | —                       | —                       | —                       | 44                      | —                       | 6                       | 9                       | —                       | 49                      | —                       | —                       | —                       | —                       | BPI: Серебряная                                       | A Broken Frame              |
| 1982                                                                 | «The Meaning of Love»              | —                       | —                       | —                       | 64                      | —                       | 12                      | 17                      | —                       | —                       | 16                      | —                       | —                       | —                       |                                                       | A Broken Frame              |
| 1982                                                                 | «Leave in Silence»                 | —                       | —                       | —                       | 58                      | —                       | 18                      | 13                      | —                       | —                       | 17                      | —                       | —                       | —                       |                                                       | A Broken Frame              |
| 1983                                                                 | «Get the Balance Right!»           | —                       | —                       | —                       | 38                      | 61                      | 13                      | 16                      | —                       | —                       | —                       | —                       | 31                      | —                       |                                                       | —                           |
| 1983                                                                 | «Everything Counts»                | 26                      | —                       | 8                       | 23                      | —                       | 6                       | 15                      | 24                      | 50                      | 18                      | —                       | 17                      | —                       | BPI: Серебряная                                       | Construction Time Again     |
| 1983                                                                 | «Love, in Itself»                  | —                       | —                       | —                       | 28                      | —                       | 21                      | 27                      | —                       | —                       | —                       | —                       | —                       | —                       |                                                       | Construction Time Again     |
| 1984                                                                 | «People Are People»                | 6                       | 3                       | 4                       | 1                       | 48                      | 4                       | 2                       | 21                      | 8                       | 15                      | 13                      | 44                      | —                       | Список - BPI: Серебряная - RIAA: Золотая              | Some Great Reward           |
| 1984                                                                 | «Master and Servant»               | —                       | 6                       | 8                       | 2                       | 22                      | 9                       | 6                       | 33                      | 41                      | 7                       | 87                      | 49                      | —                       |                                                       | Some Great Reward           |
| 1984                                                                 | «Blasphemous Rumours» / «Somebody» | —                       | 24                      | 19                      | 22                      | 68                      | 16                      | 8                       | —                       | 34                      | —                       | —                       | —                       | —                       |                                                       | Some Great Reward           |
| 1985                                                                 | «Shake the Disease»                | —                       | 25                      | 6                       | 4                       | 13                      | 18                      | 9                       | 25                      | 47                      | 5                       | —                       | 33                      | —                       |                                                       | The Singles 81→85           |
| 1985                                                                 | «It’s Called a Heart»              | —                       | 31                      | 7                       | 8                       | 29                      | 18                      | 5                       | 16                      | 47                      | 7                       | —                       | —                       | —                       |                                                       | The Singles 81→85           |
| 1986                                                                 | «Stripped»                         | —                       | —                       | 8                       | 4                       | 39                      | 15                      | 6                       | 21                      | —                       | 9                       | —                       | —                       | —                       |                                                       | Black Celebration           |
| 1986                                                                 | «A Question of Lust»               | —                       | 32                      | 12                      | 8                       | 57                      | 28                      | 13                      | —                       | 19                      | 17                      | —                       | —                       | —                       |                                                       | Black Celebration           |
| 1986                                                                 | «A Question of Time»               | —                       | —                       | 9                       | 4                       | 29                      | 17                      | 10                      | —                       | 34                      | 18                      | —                       | 34                      | —                       |                                                       | Black Celebration           |
| 1986                                                                 | «But Not Tonight»                  | —                       | —                       | —                       | —                       | —                       | —                       | —                       | —                       | —                       | —                       | —                       | —                       | —                       |                                                       | Black Celebration           |
| 1987                                                                 | «Strangelove»                      | 29                      | 20                      | 3                       | 2                       | 25                      | 16                      | —                       | 16                      | 30                      | 5                       | 50                      | 1                       | —                       |                                                       | Music for the Masses        |
| 1987                                                                 | «Never Let Me Down Again»          | 29                      | —                       | 7                       | 2                       | 29                      | 22                      | 12                      | 12                      | 80                      | 7                       | 63                      | 12                      | —                       |                                                       | Music for the Masses        |
| 1987                                                                 | «Behind the Wheel»                 | —                       | —                       | 6                       | 6                       | 10                      | 21                      | 16                      | 41                      | —                       | 10                      | 61                      | 3                       | —                       |                                                       | Music for the Masses        |
| 1988                                                                 | «Little 15»                        | 25                      | —                       | 18                      | 16                      | 93                      | 60                      | —                       | —                       | —                       | —                       | —                       | —                       | —                       |                                                       | Music for the Masses        |
| 1988                                                                 | «Strangelove '88»                  | —                       | —                       | —                       | —                       | —                       | —                       | —                       | —                       | —                       | —                       | —                       | 24                      | —                       |                                                       | Music for the Masses        |
| 1989                                                                 | «Everything Counts (Live)»         | —                       | —                       | 18                      | 12                      | 29                      | 22                      | 17                      | 35                      | 89                      | —                       | —                       | 16                      | 13                      |                                                       | 101                         |
| 1989                                                                 | «Personal Jesus»                   | 29                      | —                       | 5                       | 5                       | 24                      | 13                      | 7                       | 3                       | 62                      | 17                      | 28                      | 12                      | 3                       | RIAA: Золотая                                         | Violator                    |
| 1990                                                                 | «Enjoy the Silence»                | 13                      | 4                       | 2                       | 2                       | 3                       | 6                       | 3                       | 5                       | 5                       | 5                       | 8                       | 6                       | 1                       | Список - BVMI: Золотая - GLF: Золотая - RIAA: Золотая | Violator                    |
| 1990                                                                 | «Policy of Truth»                  | —                       | 21                      | 12                      | 7                       | 28                      | 16                      | 11                      | 7                       | 37                      | 20                      | 15                      | 2                       | 1                       |                                                       | Violator                    |
| 1990                                                                 | «World in My Eyes»                 | —                       | 46                      | 5                       | 7                       | 19                      | 17                      | 7                       | 28                      | 49                      | —                       | 52                      | 6                       | 17                      |                                                       | Violator                    |
| 1993                                                                 | «I Feel You»                       | 7                       | 21                      | 4                       | 4                       | 5                       | 8                       | 6                       | 4                       | 39                      | 2                       | 37                      | 3                       | 1                       | RIAA: Золотая                                         | Songs of Faith and Devotion |
| 1993                                                                 | «Walking in My Shoes»              | 29                      | —                       | 26                      | 14                      | 23                      | 14                      | 15                      | 9                       | 36                      | 8                       | 69                      | 15                      | 1                       |                                                       | Songs of Faith and Devotion |
| 1993                                                                 | «Condemnation»                     | —                       | —                       | 38                      | 23                      | 36                      | 9                       | 19                      | 24                      | —                       | 3                       | —                       | 36                      | 23                      |                                                       | Songs of Faith and Devotion |
| 1994                                                                 | «In Your Room»                     | —                       | 48                      | 14                      | 24                      | 10                      | 8                       | 15                      | 25                      | —                       | 2                       | —                       | —                       | —                       |                                                       | Songs of Faith and Devotion |
| 1997                                                                 | «Barrel of a Gun»                  | 15                      | 18/37                   | 30                      | 3                       | 22                      | 4                       | 13                      | 4                       | 50                      | 1                       | 47                      | 5                       | 11                      | GLF: Золотая                                          | Ultra                       |
| 1997                                                                 | «It’s No Good»                     | 28                      | 14/43                   | 30                      | 5                       | —                       | 5                       | 13                      | 2                       | 50                      | 1                       | 38                      | 1                       | 4                       |                                                       | Ultra                       |
| 1997                                                                 | «Home»                             | —                       | 69                      | 47                      | 11                      | —                       | 23                      | —                       | 3                       | 78                      | 10                      | 88                      | 15                      | —                       |                                                       | Ultra                       |
| 1997                                                                 | «Useless»                          | —                       | —                       | —                       | 16                      | —                       | 28                      | —                       | 16                      | —                       | 16                      | —                       | 15                      | —                       |                                                       | Ultra                       |
| 1998                                                                 | «Only When I Lose Myself»          | 10                      | 37/67                   | 16                      | 2                       | 29                      | 17                      | 28                      | 4                       | 89                      | 4                       | 61                      | 2                       | 36                      |                                                       | The Singles 86>98           |
| 2001                                                                 | «Dream On»                         | 9                       | 10/31                   | 13                      | 1                       | 10                      | 6                       | 24                      | 1                       | 47                      | 4                       | 85                      | 1                       | 12                      |                                                       | Exciter                     |
| 2001                                                                 | «I Feel Loved»                     | 44                      | 24/57                   | 64                      | 9                       | 39                      | 12                      | 27                      | 5                       | 64                      | 16                      | —                       | 1                       | —                       |                                                       | Exciter                     |
| 2001                                                                 | «Freelove»                         | 61                      | 30                      | 67                      | 8                       | 19                      | —                       | 41                      | 3                       | 65                      | 20                      | —                       | 1                       | —                       |                                                       | Exciter                     |
| 2002                                                                 | «Goodnight Lovers»                 | —                       | —                       | 69                      | 15                      | 64                      | —                       | —                       | 16                      | —                       | 33                      | —                       | —                       | —                       |                                                       | Exciter                     |
| 2004                                                                 | «Enjoy the Silence'04»             | 48                      | 25/59                   | 44                      | 5                       | 18                      | 7                       | 40                      | 10                      | 46                      | 31                      | —                       | 25                      | —                       |                                                       | Remixes 81-04               |
| 2005                                                                 | «Precious»                         | 9                       | 4/26                    | 12                      | 2                       | 32                      | 4                       | 12                      | 1                       | 11                      | 1                       | 71                      | 1                       | 23                      |                                                       | Playing the Angel           |
| 2005                                                                 | «A Pain That I’m Used To»          | 24                      | 20/53                   | 23                      | 11                      | 96                      | 15                      | 31                      | 2                       | 27                      | 13                      | —                       | 6                       | —                       |                                                       | Playing the Angel           |
| 2006                                                                 | «Suffer Well»                      | 67                      | 39/57                   | 66                      | 13                      | 87                      | 12                      | 18                      | 5                       | —                       | 20                      | —                       | 1                       | 38                      |                                                       | Playing the Angel           |
| 2006                                                                 | «John the Revelator» / «Lilian»    | —                       | 66                      | 70                      | 16                      | —                       | 18                      | 22                      | 16                      | —                       | 19                      | —                       | 38                      | —                       |                                                       | Playing the Angel           |
| 2006                                                                 | «Martyr»                           | 31                      | 54/48                   | 17                      | 2                       | 64                      | 13                      | 32                      | 1                       | 74                      | 10                      | —                       | 22                      | —                       |                                                       | The Best Of, Vol. 1         |
| 2009                                                                 | «Wrong»                            | 12                      | 3/14                    | 16                      | 2                       | 10                      | 24                      | 34                      | 8                       | 49                      | 5                       | —                       | 1                       | 12                      |                                                       | Sounds of the Universe      |
| 2009                                                                 | «Peace»                            | 72                      | 65/73                   | 53                      | 25                      | 18                      | 57                      | —                       | —                       | —                       | 59                      | —                       | —                       | —                       |                                                       | Sounds of the Universe      |
| 2009                                                                 | «Fragile Tension» / «Hole to Feed» | —                       | —                       | —                       | 39                      | 27                      | —                       | —                       | —                       | —                       | —                       | —                       | —                       | —                       |                                                       | Sounds of the Universe      |
| 2009                                                                 | «Perfect»                          | —                       | —                       | —                       | —                       | —                       | —                       | —                       | —                       | —                       | —                       | —                       | 1                       | —                       |                                                       | Sounds of the Universe      |
| 2011                                                                 | «Personal Jesus 2011»              | 73                      | 43                      | 73                      | 36                      | —                       | —                       | —                       | —                       | —                       | —                       | —                       | —                       | —                       |                                                       | Remixes 2: 81-11            |
| 2013                                                                 | «Heaven»                           | 22                      | 12/50                   | 18                      | 2                       | 27                      | 60                      | 84                      | 33                      | 95                      | —                       | —                       | 1                       | 33                      | FIMI: Золотой                                         | Delta Machine               |
| 2013                                                                 | «Soothe My Soul»                   | —                       | 59/60                   | —                       | 22                      | 45                      | 88                      | —                       | —                       | —                       | —                       | —                       | 7                       | 27                      |                                                       | Delta Machine               |
| 2013                                                                 | «Should Be Higher»                 | 60                      | —                       | 61                      | 19                      | 58                      | 81                      | —                       | —                       | —                       | —                       | —                       | —                       | —                       |                                                       | Delta Machine               |
| 2017                                                                 | «Where’s the Revolution»           |                         |                         |                         |                         |                         |                         |                         |                         |                         |                         |                         |                         |                         |                                                       | Spirit                      |
| 2017                                                                 | «Going Backwards»                  |                         |                         |                         |                         |                         |                         |                         |                         |                         |                         |                         |                         |                         |                                                       | Spirit                      |
| 2017                                                                 | «Cover Me»                         |                         |                         |                         |                         |                         |                         |                         |                         |                         |                         |                         |                         |                         |                                                       | Spirit                      |
| 2023                                                                 | «Ghosts Again»                     |                         |                         |                         |                         |                         |                         |                         |                         |                         |                         |                         |                         |                         |                                                       | Memento Mori                |
| 2023                                                                 | «Wagging Tongue»                   |                         |                         |                         |                         |                         |                         |                         |                         |                         |                         |                         |                         |                         |                                                       | Memento Mori                |
| 2023                                                                 | «Speak to Me»                      |                         |                         |                         |                         |                         |                         |                         |                         |                         |                         |                         |                         |                         |                                                       | Memento Mori                |
| «—» означает, что сингл не попал в чарт или не был выпущен в стране. |                                    |                         |                         |                         |                         |                         |                         |                         |                         |                         |                         |                         |                         |                         |                                                       |                             |

Издания серии «Back To Back Hits»
«Back To Back Hits» — серия лейбла Sire, представлявшая собой переиздание успешных синглов в качестве двусторонних. С полной дискографией серии можно ознакомиться здесь.
| Год  | Название                                   |
| ---- | ------------------------------------------ |
| 1987 | «People Are People» / «A Question of Lust» |
| 1989 | «Strangelove» / «Behind the Wheel»         |
| 1992 | «Personal Jesus» / «Policy of Truth»       |
| 1992 | «Enjoy the Silence» / «World in My Eyes»   |

## Видеоальбомы
| Год                                                                        | Альбом | Высшие позиции в чартах | Высшие позиции в чартах | Высшие позиции в чартах | Высшие позиции в чартах | Высшие позиции в чартах | Высшие позиции в чартах | Высшие позиции в чартах | Высшие позиции в чартах | Высшие позиции в чартах | Высшие позиции в чартах | Высшие позиции в чартах | Высшие позиции в чартах | Сертификации                                                                                          |
| Год                                                                        | Альбом | AT                      | CA                      | CH                      | DE                      | ES                      | FR                      | GB                      | IT                      | JP                      | NL                      | SE                      | US                      | Сертификации                                                                                          |
| -------------------------------------------------------------------------- | --- | ----------------------- | ----------------------- | ----------------------- | ----------------------- | ----------------------- | ----------------------- | ----------------------- | ----------------------- | ----------------------- | ----------------------- | ----------------------- | ----------------------- | --- |
| 1985                                                                       | The World We Live In and Live in Hamburg Детали - Выход: 29 апреля - Лейблы: Virgin, Mute, Sire - Форматы: VHS, Beta, LD                     | —                       | —                       | —                       | —                       | —                       | —                       | 57                      | —                       | —                       | —                       | —                       | —                       | |
| 1985                                                                       | Some Great Videos Детали - Выход: 1985 - Переиздание: 1998 (под названием Some Great Videos 81>85) - Лейблы: Virgin, Sire - Форматы: VHS, LD | —                       | —                       | —                       | —                       | —                       | —                       | 11                      | —                       | —                       | —                       | —                       | —                       | RIAA: Золотой                                                                                         |
| 1988                                                                       | Strange Детали - Выход: 12 июля - Лейблы: Mute, Sire/Reprise, Warner Music, BMG - Форматы: VHS, LD                                           | —                       | —                       | —                       | —                       | —                       | —                       | 8                       | —                       | —                       | —                       | —                       | —                       | RIAA: Золотой                                                                                         |
| 1989                                                                       | 101 Детали - Выход: 13 марта - Лейблы: Mute, Sire, Reprise, EMI - Форматы: VHS, DVD, LD, UMD                                                 | —                       | 6                       | —                       | 32                      | —                       | —                       | 6                       | —                       | —                       | —                       | —                       | —                       | Список - BVMI: Золотой - PROMUSICAE: Золотой - RIAA: Платиновый - SNEP: Платиновый - ZPAV: Платиновый |
| 1990                                                                       | Strange Too Детали - Выход: 6 ноября - Лейблы: Mute, Sire, Reprise, BMG - Форматы: VHS, LD                                                   | —                       | 4                       | —                       | —                       | —                       | —                       | 12                      | —                       | —                       | —                       | —                       | —                       | RIAA: Золотой                                                                                         |
| 1993                                                                       | Devotional Детали - Выход: 23 ноября - Лейблы: Mute, Sire/Reprise, BMG - Форматы: VHS, LD, DVD, UMD                                          | 7                       | —                       | —                       | 25                      | —                       | —                       | 18                      | —                       | —                       | —                       | —                       | 19                      | Список - BVMI: Золотой - SNEP: Золотой - ZPAV: Золотой                                                |
| 1998                                                                       | The Videos 86>98 Детали - Выход: 28 сентября - Лейблы: Mute, Reprise - Форматы: DVD, VHS                                                     | —                       | —                       | —                       | 81                      | —                       | —                       | 13                      | —                       | —                       | —                       | —                       | 22                      | Список - BVMI: Платиновый - PROMUSICAE: Золотой - RIAA: Золотой - ZPAV: Золотой                       |
| 2002                                                                       | One Night in Paris Детали - Выход: 27 мая - Лейблы: Mute, Universal Music - Форматы: DVD, VHS, UMD                                           | —                       | —                       | —                       | 54                      | —                       | —                       | 4                       | —                       | —                       | —                       | —                       | 5                       | Список - BVMI: Платиновый - RIAA: Золотой - SNEP: 3×Платиновый - ZPAV: Платиновый                     |
| 2006                                                                       | Touring the Angel: Live in Milan Детали - Выход: 25 сентября - Лейблы: Mute, Reprise - Формат: DVD (+CD)                                     | 1                       | —                       | —                       | 2                       | —                       | —                       | 28                      | —                       | 287                     | 8                       | —                       | —                       | Список - AFP: Золотой - BVMI: 2×Платиновый - IFPI: Золотой - SNEP: 3×Платиновый                       |
| 2007                                                                       | The Best of Videos Детали - Выход: 26 марта - Лейбл: Mute - Формат: DVD                                                                      | 9                       | —                       | —                       | —                       | —                       | —                       | —                       | —                       | —                       | —                       | —                       | —                       | |
| 2010                                                                       | Tour of the Universe: Barcelona 20/21.11.09 Детали - Выход: 5 ноября - Лейблы: Mute, Reprise - Форматы: DVD (+CD), BD                        | 1                       | —                       | 1                       | 1                       | 7                       | 4                       | 2                       | 3                       | —                       | 8                       | 24                      | —                       | Список - BVMI: Платиновый - FIMI: Золотой - SNEP: 2×Платиновый                                        |
| 2014                                                                       | Depeche Mode Live in BerlinДетали - Выход: 14 ноября - Лейблы: Columbia, Mute - Форматы: 2DVD + 2CD + BD                                     |                         |                         |                         |                         |                         |                         |                         |                         |                         |                         |                         |                         | |
| «—» означает, что видеоальбом не попал в чарт или не был выпущен в стране. | |                         |                         |                         |                         |                         |                         |                         |                         |                         |                         |                         |                         | |

## Видеоклипы
| Год  | Песня                                         | Режиссёр                  |
| ---- | --------------------------------------------- | ------------------------- |
| 1981 | «Just Can’t Get Enough»                       | Клайв Ричардсон           |
| 1982 | «See You»                                     | Джульен Темпл             |
| 1982 | «The Meaning of Love»                         | Джульен Темпл             |
| 1982 | «Leave in Silence»                            | Джульен Темпл             |
| 1983 | «Get the Balance Right!»                      | Кевин Хьюитт              |
| 1983 | «Everything Counts»                           | Клайв Ричардсон           |
| 1983 | «Love, in Itself»                             | Клайв Ричардсон           |
| 1984 | «People Are People»                           | Клайв Ричардсон           |
| 1984 | «Master and Servant»                          | Клайв Ричардсон           |
| 1984 | «Blasphemous Rumours»                         | Клайв Ричардсон           |
| 1984 | «Somebody»                                    | Клайв Ричардсон           |
| 1985 | «Shake the Disease»                           | Питер Кэр                 |
| 1985 | «It’s Called a Heart»                         | Питер Кэр                 |
| 1986 | «Stripped»                                    | Питер Кэр                 |
| 1986 | «But Not Tonight»                             | Тамра Дэвис               |
| 1986 | «A Question of Lust»                          | Клайв Ричардсон           |
| 1986 | «A Question of Time»                          | Антон Корбейн             |
| 1987 | «Strangelove»                                 | Антон Корбейн             |
| 1987 | «Never Let Me Down Again»                     | Антон Корбейн             |
| 1987 | «Behind the Wheel»                            | Антон Корбейн             |
| 1987 | «Pimpf»                                       | Антон Корбейн             |
| 1988 | «Little 15»                                   | Мартин Аткинс             |
| 1988 | «Strangelove ’88»                             | Мартин Аткинс             |
| 1989 | «Everything Counts (Live)»                    | Д. А. Пеннебейкер         |
| 1989 | «Personal Jesus»                              | Антон Корбейн             |
| 1990 | «Enjoy the Silence»                           | Антон Корбейн             |
| 1990 | «Policy of Truth»                             | Антон Корбейн             |
| 1990 | «World in My Eyes»                            | Антон Корбейн             |
| 1990 | «Halo»                                        | Антон Корбейн             |
| 1990 | «Clean»                                       | Антон Корбейн             |
| 1993 | «I Feel You»                                  | Антон Корбейн             |
| 1993 | «Walking in My Shoes»                         | Антон Корбейн             |
| 1993 | «Condemnation»                                | Антон Корбейн             |
| 1993 | «One Caress»                                  | Кевин Кёрслейк            |
| 1994 | «In Your Room»                                | Антон Корбейн             |
| 1997 | «Barrel of a Gun»                             | Антон Корбейн             |
| 1997 | «It’s No Good»                                | Антон Корбейн             |
| 1997 | «Home»                                        | Стивен Грин               |
| 1997 | «Useless»                                     | Антон Корбейн             |
| 1998 | «Only When I Lose Myself»                     | Брайан Гриффин            |
| 2001 | «Dream On»                                    | Стефан Седнауи            |
| 2001 | «I Feel Loved»                                | Джон Хиллкоут             |
| 2001 | «Freelove»                                    | Джон Хиллкоут             |
| 2002 | «Goodnight Lovers»                            | Джон Хиллкоут             |
| 2004 | «Enjoy the Silence ’04»                       | Уве Фладе                 |
| 2005 | «Precious»                                    | Уве Фладе                 |
| 2005 | «A Pain That I’m Used To»                     | Уве Фладе                 |
| 2006 | «Suffer Well»                                 | Антон Корбейн             |
| 2006 | «John the Revelator»                          | Блю Лич                   |
| 2006 | «Martyr»                                      | Роберт Чендлер            |
| 2009 | «Wrong»                                       | Патрик Дотерс             |
| 2009 | «Peace»                                       | Jonas & François          |
| 2009 | «Hole to Feed»                                | Эрик Вэрхайм              |
| 2009 | «Fragile Tension»                             | Барни Стил Роберт Чендлер |
| 2011 | «Personal Jesus 2011»                         | Патрик Дотерс             |
| 2013 | «Heaven»                                      | Тимоти Сачченти           |
| 2013 | «Soothe My Soul»                              | Уоррен Фу                 |
| 2013 | «Broken (Live Studio Session)»                |                           |
| 2013 | «Goodbye (Live Studio Session)»               |                           |
| 2013 | «Should Be Higher (Live)»                     | Антон Корбейн             |
| 2017 | «Where's the Revolution»                      |                           |
| 2017 | «Going Backwards (Highline Sessions Version)» |                           |
| 2017 | «Cover Me»                                    |                           |
| 2017 | «Heroes (Highline Sessions Version)»          |                           |
| 2023 | «Ghosts Again»                                |                           |
| 2023 | «Wagging Tongue»                              |                           |
| 2023 | «My Favourite Stranger»                       |                           |

## Участие в саундтреках
В данный список включены песни, вошедшие только в официальные саундтреки. Полный список прозвучавших в фильмах и играх песен находится здесь.
| Год  | Фильм/Игра                            | Альбом                                                                | Песня                                          |
| ---- | ------------------------------------- | --------------------------------------------------------------------- | ---------------------------------------------- |
| 1982 | «Летние любовники»                    | Summer Lovers (Original Sound Track from the Filmways Motion Picture) | «Just Can’t Get Enough»                        |
| 1985 | «Летние игры»                         | Giochi D’Estate                                                       | «Master and Servant» «People Are People»       |
| 1986 | «Современные девчонки»                | Modern Girls (Original Motion Picture Soundtrack)                     | «But Not Tonight» (Soundtrack Version)         |
| 1988 | «Яркие огни, большой город»           | Bright Lights, Big City (Original Motion Picture Soundtrack)          | «Pleasure, Little Treasure» (Glitter Mix)      |
| 1988 | «Ребенок на борту»                    | Bebê A Bordo (Trilha Internacional Da Novela)                         | «Strangelove»                                  |
| 1989 | «Скажи что-нибудь»                    | Say Anything (Original Motion Picture Soundtrack)                     | «Stripped» (Live)                              |
| 1989 | «Земные девушки легко доступны»       | Earth Girls Are Easy (Original Motion Picture Soundtrack)             | «Route 66» (The Nile Rodgers Mix)              |
| 1991 | «Убийственное решение»                | Mörderische Entscheidung                                              | «Stripped» (Highland Mix) «Breathing in Fumes» |
| 1991 | «Когда наступит конец света»          | Until the End of the World (Music from the Motion Picture Soundtrack) | «Death’s Door»                                 |
| 1994 | «Комиссар Рекс»                       | Kommissar Rex Vol. 1                                                  | «Waiting for the Night»                        |
| 1995 | «Исповедь»                            | Confessionnal (Original Motion Picture Soundtrack)                    | «Policy of Truth» «Waiting for the Night»      |
| 1997 | «Комиссар Мартин Бек»                 | Musik Till Filmen Beck                                                | «Barrel of a Gun»                              |
| 1998 | «Её звали Никита»                     | La Femme Nikita (Original TV Soundtrack)                              | «The Love Thieves»                             |
| 1998 | «Певец на свадьбе»                    | The Wedding Singer Volume 2                                           | «Just Can’t Get Enough»                        |
| 1999 | «Я сделаю тебя счастливым»            | I’ll Make You Happy (Original Motion Picture Soundtrack)              | «It’s No Good» (Speedy J Mix)                  |
| 2001 | «С тобой и без тебя»                  | Me Without You (Music from the Motion Picture)                        | «Just Can’t Get Enough»                        |
| 2002 | «Проект Ларами»                       | The Laramie Project                                                   | «Freelove» (Flood Mix)                         |
| 2002 | «Обитель зла»                         | Resident Evil: Music from and Inspired by the Original Motion Picture | «Dirt»                                         |
| 2004 | «Головой о стену»                     | Gegen Die Wand (Original Soundtrack)                                  | «I Feel You»                                   |
| 2004 | «Воспитатели»                         | Die Fetten Jahre Sind Vorbei (OST)                                    | «Personal Jesus»                               |
| 2004 | «Grand Theft Auto: San Andreas»       | Grand Theft Auto San Andreas Official Soundtrack Box Set: Radio X     | «Personal Jesus»                               |
| 2005 | «Тайны Смолвиля»                      | Smallville Original Soundtrack Volume 2: Metropolis Mix               | «Precious»                                     |
| 2005 | «Всё из-за Пита Тонга»                | It’s All Gone Pete Tong: Original Soundtrack Recording                | «Halo» (Goldfrapp Remix)                       |
| 2006 | «Grand Theft Auto: Vice City Stories» | Grand Theft Auto Vice City Stories Soundtrack                         | «Everything Counts»                            |
| 2013 | «Injustice: Gods Among Us»            | Injustice: Gods Among Us — The Album                                  | «Angel»                                        |
| 2018 | «Аквамен»                             | Aquaman                                                               | «It’s No Good»                                 |
| 2023 | «Одни из нас»                         | The Last of Us                                                        | «Never Let Me Down Again»                      |

## Прочие появления
| Год  | Альбом                                                                                    | Комментарий |
| ---- | ----------------------------------------------------------------------------------------- | --- |
| 1981 | Some Bizzare Album - Выход: 31 января - Лейбл: Some Bizzare Records - Форматы: LP, CS, CD | Сборник лейбла Some Bizzare Records, а также самый первый релиз группы; исполняют песню «Photographic». Данная версия песни также доступна на переиздании сборника The Singles 81>85. |
| 2011 | AHK-toong BAY-bi Covered - Выход: 25 октября - Форматы: CD, ЦД                            | Трибьют-альбом группе U2, исполняют песню «So Cruel». |

## Трибьют
В 1998 году российские музыканты записали трибьют-альбом под названием «Депеша для Depeche Mode», посвященный группе Depeche Mode.